# Йон Єнсен (футболіст, 1965)
Йон Єнсен (дан. John Jensen; нар. 3 травня 1965, Копенгаген, Данія) — данський футболіст, що грав на позиції півзахисника. По завершенні ігрової кар'єри — тренер. З 2014 року очолює тренерський штаб команди «Фремад Амагер».
Виступав за національну збірну Данії.
Семиразовий чемпіон Данії. Володар Кубка англійської ліги. Володар Кубка Англії. Володар Кубка Кубків УЄФА. Дворазовий чемпіон Данії (як тренер). У складі збірної — чемпіон Європи.

## Клубна кар'єра
У дорослому футболі дебютував 1983 року виступами за команду клубу «Брондбю», в якій провів шість сезонів, взявши участь у 116 матчах чемпіонату.
Своєю грою за цю команду привернув увагу представників тренерського штабу клубу «Гамбург», до складу якого приєднався 1988 року. Відіграв за гамбурзький клуб наступні два сезони своєї ігрової кар'єри. Більшість часу, проведеного у складі «Гамбурга», був основним гравцем команди.
Протягом 1990—1992 років знову захищав кольори команди клубу «Брондбю».
1992 року уклав контракт з клубом «Арсенал», у складі якого провів наступні чотири роки своєї кар'єри гравця. Граючи у складі лондонського «Арсенала» також здебільшого виходив на поле в основному складі команди. За цей час виборов титул володаря Кубка Англії, ставав володарем Кубка Кубків УЄФА.
Протягом 1996—1999 років знову захищав кольори команди клубу «Брондбю».
Завершив професійну ігрову кар'єру у клубі «Герфельге», за команду якого виступав протягом 1999—2002 років.

## Виступи за збірну
1987 року дебютував в офіційних матчах у складі національної збірної Данії. Протягом кар'єри у національній команді, яка тривала 9 років, провів у формі головної команди країни 69 матчів, забивши 4 голи.
У складі збірної був учасником чемпіонату Європи 1988 року у ФРН, чемпіонату Європи 1992 року у Швеції, здобувши того року титул континентального чемпіона.

## Кар'єра тренера
Розпочав тренерську кар'єру, ще продовжуючи грати на полі, 1999 року, увійшовши до тренерського штабу клубу «Герфельге».
В подальшому очолював команду клубу «Раннерс», а також входив до тренерських штабів клубів «Брондбю», «Хетафе» та «Блекберн Роверз».
З 2014 року очолює тренерський штаб команди «Фремад Амагер».

## Досягнення

### Як гравця
- Чемпіон Данії:

«Брондбю»: 1987, 1988, 1990, 1991, 1995—1996, 1996—1997, 1997—1998
- Володар Кубка англійської ліги:

«Арсенал»: 1992—1993
- Володар Кубка Англії:

«Арсенал»: 1992–1993
- Володар Кубка Кубків УЄФА:

«Арсенал»: 1993–1994
- Володар Кубка Данії (1):

«Брондбю»: 1997-1998
- Володар Суперкубка Данії (2):

«Брондбю»: 1996, 1997
- Чемпіон Європи:

1992

### Як тренера
- Чемпіон Данії:

«Герфельге»: 1999—2000
«Брондбю»: 2004—2005

### Особисті
Гравець року в Данії: 1987